# Folake Onayemi
Folake Oritsegbubemi Onayemi, née le 4 octobre 1964 et morte le 14 février 2024, est une intellectuelle nigériane, chercheuse et professeure d’université, docteure en lettres classiques et littératures comparées. Elle a été directrice du département de lettres classiques à l'université d'Ibadan au Nigeria.
Elle est la première femme à avoir obtenu un doctorat en lettres classiques au Nigéria et la première femme noire à avoir été professeure de lettres classiques en Afrique subsaharienne. Elle est une experte spécialisée en littérature, culture et mythologie comparée pour les religions gréco-romaine et nigériane, en particulier en ce qui concerne les rôles et les représentations des femmes.

## Biographie

### Enfance et formations
Folake Onayemi est née le 4 octobre 1964 à Ijebu-Jesa, au Nigeria. Elle fréquente l'université d'Ibadan et obtient un baccalauréat en Lettres classiques (1986), suivi d'une maîtrise MA (1990), d'une maîtrise MPhil (1997) et d'un doctorat (2001) . Elle est la première femme à obtenir un doctorat en Lettres classiques au Nigéria, avec une thèse intitulée Fear of Women's Beauty in Classical and African/Yoruba Literature,. Pendant la rédaction de son doctorat, elle est chercheuse invitée à l'université Brown, Rhode Island, .

### Carrière universitaire
Onayemi est nommée maître de conférences au Département des lettres classiques de l'université d'Ibadan en 1994, devenant ainsi la première femme à occuper ce poste dans le département, et elle est successivement promue aux deux grades de maître de conférences (Maître de conférences II en 1996, Maître de conférences I en 1999), maître de conférences en 2002 et lectrice en 2005.
En 2008, sa promotion au rang de professeure fait d'elle la première femme professeure de lettres classiques à l'université d'Ibadan et la première femme noire à être professeure de lettres classiques en Afrique subsaharienne,. Sa conférence inaugurale, prononcée le 23 juin 2016, est intitulée « Paradigms of Life from Ancient Greek Literature » ; elle y explore la pertinence des œuvres d'Homère, Sophocle et Plutarque pour la vie du Nigéria contemporain,,.
Onayemi est également professeure invitée au Département des lettres classiques de l'université du Texas à Austin (2001) ; chercheuse invitée au Département des lettres classiques de l'université du Ghana (2009-2010, 2013-14). Elle bénéficie d'une bourse postdoctorale Bayo Kuku de l'Académie nigériane des lettres (2004), d'une bourse de la Fondation John D. et Catherine T. MacArthur (2005) et d'une bourse de la Fondation Alexander S. Onassis (2006-07),. 
Elle est conseillère auprès du programme de sciences humaines du Conseil américain des sociétés savantes et représentante du Nigeria auprès de la Fédération internationale des sociétés d'études classiques (FIEC).
Elle édite également la revue départementale Nigeria and the Classics. Elle est l'auteure, avec Kofi Ackah, de A Guide to Ancient Greek Literary History (2011), un manuel destiné à présenter aux étudiants africains de lettres classiques un large éventail de textes littéraires grecs anciens et leurs contextes historiques.

### Vie privée
Folake Onayemi meurt le 14 février 2024, à l'âge de 59 ans. La cause de son décès n'est pas connue.

## Apport scientifique
Les recherches d'Onayemi portent principalement sur les études comparatives de littérature et de culture gréco-romaine et nigériane ou africaine, domaine auquel elle et ses collègues d'Ibadan, dont Olakunbi Olasope, ont apporté une contribution significative,.
Son travail a été décrit par Jo-Marie Claassen comme « une vision africaine unique de l'Antiquité ». En tant que savante féministe, elle résiste à la réduction des femmes au concept de « récipient » — une représentation courante dans les mythes européens et africains ; elle souligne en particulier la pluralité des expériences des femmes,.

## Œuvre

### Livres
- Onayemi, Folake (1999), Portraits of Women in Roman and Nigerian Drama . Oputoru Books[14].
- Onayemi, Folake (2004), Nature and Language of Love in Roman and African/Yoruba Literature. Hope Library of Liberal Arts No 4. Ibadan: Hope Publications[15].
- Onayemi, Folake (2004), Ethnic Identity, the Concept of Female Beauty and conflict in Classical and African Cultures' Programme on Ethnic and Federal Studies (PEFS) Monograph New Servers No. 12[16].